# Clarkson (hrabstwo Monroe)
Clarkson – jednostka osadnicza w Stanach Zjednoczonych, w stanie Nowy Jork, w hrabstwie Monroe.